# Сато, Итиро
Итиро Сато (яп. 佐藤 市郎 Сато: Итиро:, 28 августа 1889 — 14 апреля 1958) — японский военный деятель, вице-адмирал Императорского флота Японии, историк. Старший брат Нобусукэ Киси и Эйсаку Сато, двоюродный дед Синдзо Абэ и Нобуо Киси.

## Биография
Родился в городе Табусэ в семье Хидэсукэ и Сигэё Сато. После окончания средней школы в Токио Итиро поступил в Военную академию Императорского флота Японии. Поскольку во время учёбы в академии он достиг почти идеальных оценок, его называли «выдающимся талантом с самого начала службы на флоте». Однако выпускным рангом Сато являлся только «2 из 190», поскольку номинально первый ранг должен принадлежать члену императорской семьи, тогдашнему выпускнику принцу Арисугава Танэхито (1887—1908), сыну Арисугавы Такэхито. Де-факто Итиро Сато являлся первым в своём выпуске 1908 года, в то время как Тюити Нагумо пятым. Позже в 1919 году Итиро окончил Высшую военную академии Императорского флота Японии, получив первый ранг.
С 1920 года находится во Франции, в 1923 году является сотрудником Генерального штаба Императорского флота Японии и участвовал в Женевской военно-морской конференции 1927 года по разоружению от имени японского флота. В том же году был назначен в штаб Объединённого флота, в следующем году капитаном «Нагары», в 1929 году представителем Императорского флота Японии в Постоянном военном консультативном комитете Лиги Наций. В 1930 году являлся атташе на Лондонской конференции по морским вооружениям, а в 1932 году стал первым директором Отдела образования Министерства флота Японии. Долгое время служил в Генеральном штабе Императорского флота Японии.
После службы в качестве проректора Военной академии Императорского флота Японии Итиро Сато стал вице-адмиралом и командующим охранного района Рёдзюн (ныне Люйшунькоу) c 15 ноября 1938 года по 15 ноября 1939 года, но после службы его здоровье ухудшилось и в 1940 году Сато был зачислен в резерв.
Когда адмирала Сигэёси Иноуэ, выпускника первого ранга Военной академии 1909 года, спросили о Итиро Сато, он описал его одним словом «скучный».

## Награды
- Орден Восходящего солнца 1 степени (29 апреля 1940)

## Память
Часть вещей Итиро Сато выставлены в городском музее его родного города Табусэ.